# Christoph Leuschner (Geobotaniker)
Christoph Leuschner (* 21. Dezember 1956 in Erlangen) ist ein deutscher Geobotaniker und Hochschullehrer. Er ist Direktor der Abteilung Pflanzenökologie und Ökosystemforschung an der Georg-August-Universität Göttingen.
Nach dem Abitur 1975 in Hamburg studierte er von 1978 bis 1983 Biologie und Geographie an den Universitäten in Freiburg/Br. und in Göttingen und schloss das Studium als Dipl.-Biologe und Dipl.-Geograph ab. Das Studium am Systematisch-Geobotanischen Institut der Universität Göttingen 1983 bis 1986 schloss er mit der Promotion ab. 1994 folgte die Habilitation in Botanik in Göttingen. Seit 2008 ist er ordentliches Mitglied der Akademie der Wissenschaften zu Göttingen.

## Schriften
- Niederschlags-Interzeption aus ökologischer Sicht. Mikrometeorologische und physiologische Untersuchungen in krautigen Pflanzenbeständen. Forschungszentrum Waldökosysteme/Waldsterben, Universität Göttingen, Göttingen 1986.
- Walddynamik in der Lüneburger Heide. Ursachen, Mechanismen und die Rolle der Ressourcen. Hochschulschrift (Habilitationsschrift). Universität Göttingen, Göttingen 1994.
- mit Florian Schipka: Klimawandel und Naturschutz in Deutschland. Vorstudie. Abschlußbericht eines F+E-Vorhabens zur Erstellung einer Literaturstudie (FKZ: 80383010). Im Auftrag des Bundesamtes für Naturschutz. Stand: Juli 2004. Bundesamt für Naturschutz, Bonn 2004.
- mit Heinz Ellenberg: Vegetation Mitteleuropas mit den Alpen. In ökologischer, dynamischer und historischer Sicht (= UTB Botanik, Ökologie, Agrar- und Forstwissenschaften, Geographie  8104). 6., vollständig neu bearbeitete und stark erweiterte Auflage. Ulmer, Stuttgart 2010, ISBN 978-3-8001-2824-2.